# Charax (Crimea)
Charax (in greco antico: Χάραξ?, in greco: Χάρακος, in latino Charax), situato a Capo Ay-Todor, è la fortezza romana più grande (4,5 ettari) conosciuta in Crimea. 
È un sito storico d'importanza nazionale.

## Etimologia
È possibile che il nome originale dell'insediamente fosse diverso e che Charax indichi solo le sue caratteristiche: l'antica parola greca χάραξ significa "luogo circondato da una palizzata, bastione con una palizzata, accampamento fortificato". Plinio il Vecchio la include nelle sei fortezze sulla costa meridionale, attribuendola ai Characeni ("Storia naturale", IV, 85). Claudio Tolomeo indica le sue coordinate: 62º00 E, 46º50 N (Geografia, III, 6).

## Storia

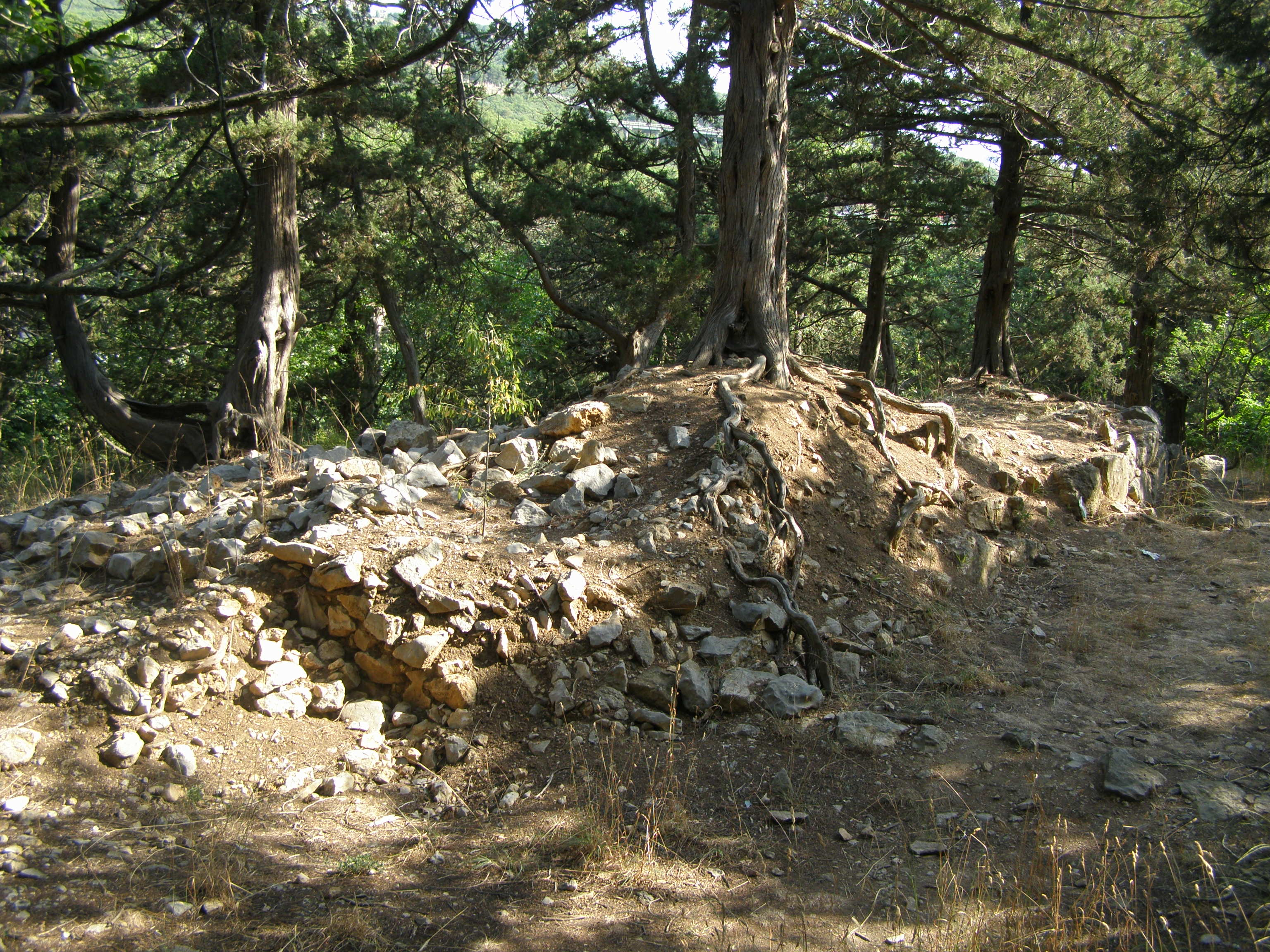
Rovine della fortezza di Charax (presumibilmente parte del muro difensivo superiore)

Charax è stato costruito sotto l'imperatore Vespasiano. Successivamente al 60 d.C., l'esercito romano sotto il comando del legato della provincia della Bassa Mesia, Tiberio Plauzio Silvano Eliano, sconfisse l'esercito Tauro-Scita, che assediò Cherson. I romani stabilirono effettivamente un protettorato su Cherson e vi stabilirono una guarnigione. Allo stesso tempo, un campo militare risulta nella baia di Symbolon. Per controllare la costa meridionale della Crimea, dove vivevano principalmente i Tauri, fu eretta una fortezza su capo Ay-Todor.
Apparentemente, Charax è stata fondata dalle forze della Classis Ravennatis di Mesia e da quelle della legione XI Claudia. Durante il regno dell'imperatore Domiziano, le truppe romane furono evacuate e la fortezza rimase vuota. Tuttavia, tracce della presenza romana vengono registrate di nuovo negli anni '20 d.C.. La fortezza venne restaurata dalla I Legione Italica durante la seconda volta che i soldati dell'XI Legione Claudia finirono a Charax alla fine del II secolo. (I nomi delle legioni sono stati ricostruiti grazie ai timbri sulle tegole rinvenuti durante lo scavo).
La fortezza fu definitivamente abbandonata a metà del III secolo, probabilmente nel 244. Prima di partire, i romani distrussero l'approvvigionamento idrico e diversi edifici importanti. Subito dopo, la fortezza fu occupata dai Goti. Accanto, si trovava anche un villaggio di pescatori, come testimonia la necropoli del IV secolo.

## Fortezza
Charax è diverso dal classico Castrum romano rettangolare. La fortezza si trova su una collina ed è composta da due file di mura a nord, mentre a sud, una rupe fungeva da fortificazione naturale.
Inizialmente, si ipotizzò che fosse stata costruita dai Tauri prima dell'arrivo dei Romani. Ciò è dovuto alle grandi dimensioni delle pietre utilizzate nella costruzione del muro. In seguito, nella muratura fu rinvenuta una malta di calce, indubbiamente sconosciuta ai Tauri. Tuttavia, l'origine romana del muro esterno della fortezza non esclude affatto che un insediamento o una fortificazione dei Tauri potesse essere situata in questa parte del capo di Ay-Todor. Esistevano tre porte. La porta principale conduceva a nord ed era costituita da due torri erette una accanto all'altra. Le altre due porte conducevano a nord-ovest e nord-est ed erano di dimensioni notevolmente inferiori. Negli anni '60, il muro esterno della fortezza fu completamente distrutto.
Il muro interno della fortezza era costruito con pietrisco e l'unica porta conduceva al cancello principale del muro esterno. Lo spazio tra le mura esterne ed interne (circa 2 ettari) era in gran parte non edificato e, a quanto pare, era destinato al dispiegamento delle truppe e al ricovero della popolazione durante la difesa.

## Struttura della fortezza
Vicino al muro interno sono state trovate le rovine di due caserme. Inoltre, c'erano diverse case nella fortezza. Secondo le conclusioni di Rostovtsev, la guarnigione di Charax era composta da circa cinquecento soldati.
Nel punto più alto della collina si trovava un faro. Nel 1865, sullo stesso sito fu eretto un nuovo faro, ancora funzionante, ma durante la costruzione furono demoliti i resti del pretorio, un edificio quadrato con un colonnato esterno, che ospitava anche l'altare di Giove.
Nella fortezza esistevano delle terme, che consistevano in uno spogliatoio (apodysteria), una piscina di acqua fredda (frigidarium) e un bagno caldo (calidarium). Il pavimento era rivestito da mattoni e sotto di esso scorrevano tubi di argilla, attraverso i quali veniva fornita aria calda per riscaldare l'ambiente. Il pavimento era decorato con mosaici composti da ciottoli mentre le pareti erano affrescate. Adiacente alle terme si trovava la palestra.
Non lontano dalle terme, era presente un ninfeo, del quale sono sopravvissuti solo i resti di una Piscina di dimensioni 9×7,7 m e profonda fino a 2,5 m. Per evitare che l'acqua uscisse dalla piscina, le sue pareti sono state ricoperte con una speciale malta di calce. La presenza di un ninfeo è indicata da un frammento di una lastra scoperta da Rostovtsev con l'iscrizione [N] YMPH [AEVM]. Inoltre è stato rinvenuto un bassorilievo in marmo raffigurante una ninfa appoggiata ad un albero. Una scala in pietra conduceva alla piscina, il fondo era decorato con mosaici di polpi.
L'acqua alle terme e al ninfeo veniva fornita attraverso un condotto idrico dalle sorgenti di Ai-Petri, poiché non c'è acqua dolce a Capo Ai-Todor. I tubi idraulici erano fatti dai legionari romani con argilla. Il ninfeo era apparentemente usato come serbatoio per immagazzinare l'acqua potabile.

## Religione e popolazione
All'inizio del II secolo, dopo il ritorno dell'esercito romano a Charax, fuori dalla fortezza, all'incrocio della strada, fu costruito un riferimento per più Beneficiarius a guardia della strada. Le relative nicchie di solito contenevano tavole in pietra decorate con iscrizioni votive e rilievi. In quell'incrocio furono trovate iscrizioni dedicate a Giove Ottimo (J[ovi] O[ptimo]), rilievi simili esistevano nell'altare di Giove all'interno della fortezza. Inoltre, sono stare trovate le immagini di Ermes, Dioniso, Ecate e Mitra.
Di grande interesse sono anche le immagini del cosiddetto cavaliere trace rinvenuto a Charax. Una di esse, che ora è conservata nel Museo Puškin delle belle arti, ha un'iscrizione: D(is) M(anibus) / L. F(urio) Seu(tho) / op(tioni) / [prae]f(ecti) coh(ortis) I T[hr(acum) - Agli Dei Mani Lucio Furio Sevto, vice comandante dei soldati della I coorte Tracia. Un'altra immagine, trovata accidentalmente nel 1961 e ora nel Museo di storia e letteratura di Yalta, è una lastra di marmo con un rilievo di un Cavaliere trace che caccia un cinghiale e l'iscrizione: Claudius Rus / Aurelius Maxim.
A ovest della fortezza sono stati rinvenuti resti di una piccola struttura e frammenti di rilievi raffiguranti Artemide la Cacciatrice. Apparentemente, si tratta del santuario di Artemide, ed è possibile che in precedenza sullo stesso sito esistesse un santuario dei Tauri. Artemide la cacciatrice, Dioniso, Sabazio, Ermes ed Ecate appartengono al pantheon della Tracia.
I reperti sopra riportati indicano che, pur mantenendo il culto romano ufficiale di Giove, i culti religiosi trasferiti dalla Tracia e dalla Mesia sono prevalenti nella guarnigione di Charax: le legioni I Italica e XI Claudia nei secoli II-III avevano sede nella Bassa Mesia.

## Scavi
I resti della fortezza furono scoperti ed esplorati per primo da Petr Ivanovich Keppen. Egli nel 1837 pubblicò una descrizione del muro della fortezza che trovò la cui lunghezza, secondo le sue misurazioni, era pari a 185 braccia, o 394 m. Inoltre, Keppen scoprì tracce di "vecchi edifici" all'interno del muro della fortezza. I primi scavi furono effettuati nel 1849 da Keppen con il sostegno del conte Shuvalov. Tuttavia, la ricerca archeologica è stata condotta in modo molto poco professionale e i pochi risultati non sono mai stati pubblicati.
Gli scavi regolari a Charax iniziarono nel 1896. Il Granduca Alexander Mikhailovich, proprietario della tenuta e di un territorio significativo su Ai-Todor, vi prese parte attiva. Nel 1901, il professore dell'Università statale di San Pietroburgo Michail Ivanovič Rostovcev si unì alla spedizione, identificando le rovine di Capo Ai-Todor con la fortificazione romana di Charax. Gli scavi furono completati nel 1911, durante il quale furono scoperti due mura di fortezza con torri e porte, un posto di Beneficiarius, un santuario, un serbatoio d'acqua e degli edifici residenziali. Inoltre, sono stati ritrovati vari oggetti: spille romane in bronzo, frammenti di sculture in marmo, gemme, monete e numerose ceramiche. Nel 1907 fu aperto a Charax un museo di reperti archeologici.
Un articolo sulle scoperte archeologiche a Charax nel quotidiano Novoye Vremya del 23 novembre 1910 scrive:
Ulteriori ricerche furono condotte nel 1931, 1932 e 1935 da una spedizione guidata da Vladimir Dmitrievich Blavatsky. Durante gli scavi sono state scoperte e esaminate le terme e l'acquedotto, nonché la necropoli. Inoltre, Blavatsky ha tratto diverse importanti conclusioni sulla storia di Charax. Ha presentato i risultati delle sue ricerche nel lavoro "Charax".
La ricerca a Charax è ancora in corso.